# 拜见岳父大人3
《非常外父3》（英語：Little Fockers）是2010年的一部美國喜劇電影，也是拜见岳父大人、非常外父生擒霍老爺的續集。主演是勞勃·狄尼洛、班·史提勒、歐文·威爾森、布萊絲·丹納、泰莉·波羅、達斯汀·霍夫曼和芭芭拉·史翠珊。雖然這部電影評價較低，仍然取得了很好的票房。

## 劇情
Jack（Robert De Niro 飾）和Greg（Ben Stiller飾）這對淘氣的岳婿，在前兩集已經鬥個不停，先是戇護士Greg通過退休中情局探員Jack的考驗，可以跟愛人Pam（Teri Polo 飾）繼續拍拖，然後Greg和Pam帶同彼此父母見面，商談婚事。來到第三集，Greg已經晉升為醫院的護士團隊主管，跟Pam育有一對龍鳳胎。姊姊Samantha跟Greg不大親近，醒目而有點暴力傾向，弟弟Henry較親近Greg，生得矮小而比較幼稚。影片背景是Greg倆口買了房子，並打算替孩子搞生日會，邀請Greg的爸媽（Dustin Hoffman、Barbra Streisand飾）和Pam的爸媽（Robert De Niro、Blythe Dinner飾）出席。因為性感的藥廠推銷員Andi（Jessica Alba 飾）和Pam的富有舊愛Kelvin（Owen Wilso 飾）無心插柳的攪局，Jack和Greg又來了一輪又一輪的岳婿鬥法......

## 角色
- 勞勃·狄尼洛 飾演 傑克·提比留斯·伯恩斯（Jack Tiberius Byrnes）

潘的父親，葛雷格的岳父，雙胞胎珊與亨利的外公。
- 班·史提勒 飾演 蓋洛德「葛雷格」·麥隆·福克（Gaylord Myron "Greg" Focker）

潘的丈夫，雙胞胎珊與亨利的父親。
- 歐文·威爾森 飾演 凱文·羅利（Kevin Rawley）

葛雷格的知心好友和損友。
- 布萊絲·丹納 飾演 黛娜·伯恩斯（Dina Byrnes）

潘的母親，葛雷格的岳母，雙胞胎珊與亨利的外婆。
- 泰莉·波羅 飾演 潘蜜拉·瑪莎「潘」·福克（Pamela Martha "Pam" Focker）

葛雷格的妻子，雙胞胎珊與亨利的母親。
- 潔西卡·艾芭 飾演 安蒂·賈西亞（Andi Garcia）

葛雷格認識的西班牙裔賣壯陽藥的生意人。
- 達斯汀·霍夫曼 飾演 伯納德「伯尼」·福克（Bernard "Bernie" Focker）

葛雷格的父親，潘的公公，雙胞胎珊與亨利的爺爺。
- 芭芭拉·史翠珊 飾演 羅莎琳德「蘿茲」·福克（Rosalind "Roz" Focker）

葛雷格的母親，潘的婆婆，雙胞胎珊與亨利的奶奶。製作和經營占卜生意和節目。
- 哈維·凱特爾 飾演 藍迪·威爾（Randy Weir）
- 蘿拉·鄧恩 飾演 普露登絲·辛蒙斯（Prudence Simmons）

學校的校長。
- 湯瑪斯·麥卡西 飾演 羅伯特「鮑伯」·班克斯醫生（Dr. Robert "Bob" Banks）
- 凱文·哈特 飾演 護士路易斯（Nurse Louis）
- 黛西·塔漢 飾演 珊曼莎「珊」·福克（Samantha "Sam" Focker）

葛雷格與潘的長女。她被傑克評斷長的像是伯恩斯家的人。
- 柯林·拜歐奇 飾演 亨利·福克（Henry Focker）

葛雷格與潘的長男。他被傑克評斷長的像是福克家的人。
- 約翰·迪馬吉歐 飾演 急診醫生（EMT）
- 優爾·瓦茲奎茲 飾演 年輕人（Junior）

## 外部連結
- 官方网站
- 互联网电影数据库（IMDb）上《拜见岳父大人3》的资料（英文）
- AllMovie上《拜见岳父大人3》的资料（英文）
- 爛番茄上《拜见岳父大人3》的資料（英文）
- Little Fockers （页面存档备份，存于） at Metacritic
- Box Office Mojo上《拜见岳父大人3》的資料（英文）